# Helvécia
Helvécia je obec v Maďarsku v župě Bács-Kiskun v okrese Kecskemét. Žije zde 4522 obyvatel (podle sčítání z roku 2015).

## Poloha
Helvécia leží ve středním Maďarsku, ve Velké dunajské kotlině. Nejbližším městem je Kecskemét, vzdálený 7 km. 3 km daleko se nachází nájezd na dálnici M5, která vede na sever do Budapešti (80 km) a na jih do Szegedu (80 km).

## Historie
První osídlení obce není známo. Před Turky se obyvatelé uchýlili do nedalekého Kecskemétu. Po turecké éře zde byly zakládány statky. V roce 1870 se rozšířila epidemie révokazů, vinice v okolí před nimi uchránila písčitá půda, kterou se révokazi moc nešíří. Roku 1895 tudy byla vedena železnice. Samostatnou obcí se Helvécia stala v roce 1954. Roku 1964 sem byla zavedena elektřina. Většina obyvatel pracuje v zemědělství, více než polovina hospodaří na vlastních statcích.
V obci se nacházejí 2 školy, školka, kulturní dům, knihovna, 2 chirurgové, zubař, restaurace a sportovní zařízení.

## Zajímavosti
- římskokatolický kostel z roku 1908
- zámek Bagolyvár z roku 1905

## Partnerské obce
- Csíkkarcfalva,  Rumunsko
- Versec,  Srbsko
- Sirnach,  Švýcarsko
- Zatín,  Slovensko
- Kerepes,  Maďarsko